# Мефодий Почаевский

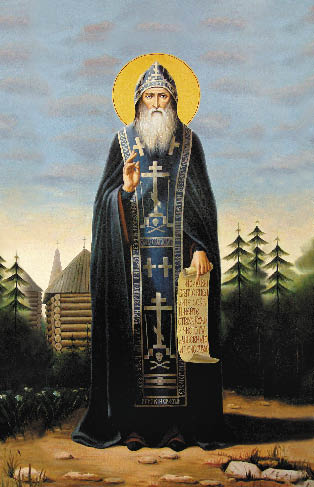
Мефодий Почаевский, первоначальник монастыря-скита

Мефодий Почаевский (ум. 1228) — по преданию, первый игумен Почаевского монастыря.

## Биография
Согласно преданию, преподобный Мефодий происходил из Греции и подвизался в качестве монаха на Афоне. В 1213 году он проезжал возле окрестностей Почаева. В то время святому Мефодию довелось встретиться с одним помещиком Туркулом, которому он благословил построить монастырь-скит. Постройка монастыря началась в 1219 году в котором изначально принимало участие 12 строителей. В 1220 году монастырь был построен и освящен в честь Преображения Господня. Первыми насельниками новоустроенного монастыря стали те самые 12 строителей во главе с игуменом Мефодием. Святой Мефодий часто любил уединяться для молитвы в часовне, которая находилась у ворот обители. Мефодий усердно трудился на благо монастыря, однако за два года до своей смерти он тяжко занемог от болезни, с тех пор он уже редко когда выходил из своей часовни. 3 июня 1228 года преподобный Мефодий скончался. На третий день после его смерти братия монастыря похоронила его, положив на его могилу камень с надписью: «Зде лежит строитель и страж места святого сего».

## Почитание
Память преподобному Мефодую совершается 23 октября в день памяти собора Волынских святых.